# Kolb Technology
Kolb Technology är ett tyskt företag som tillverkar datorstyrda fräsmaskiner och modellera med speciella egenskaper anpassade för framtaging av designprototyper.